# せと赤津インターチェンジ
せと赤津インターチェンジ（せとあかづインターチェンジ）は、愛知県瀬戸市にある東海環状自動車道のインターチェンジ。せと赤津PAを併設している。PAとICは独立しており、せと赤津PA利用後せと赤津ICから流出不可、せと赤津ICから流入後PA利用不可。
2025年4月15日 10時よりETC専用料金所に変更。ETC非搭載車は利用できない。

## 歴史
- 2005年（平成17年）3月19日：豊田東JCT - 美濃関JCT間開通に伴い、供用開始。
- 2025年（令和7年）4月15日 10時：料金所がETC専用化[1]。

## 接続する道路
- 国道248号（瀬戸東バイパス）
- 愛知県道22号瀬戸環状線
- 愛知県道33号瀬戸設楽線

## 料金所
- ブース数：4

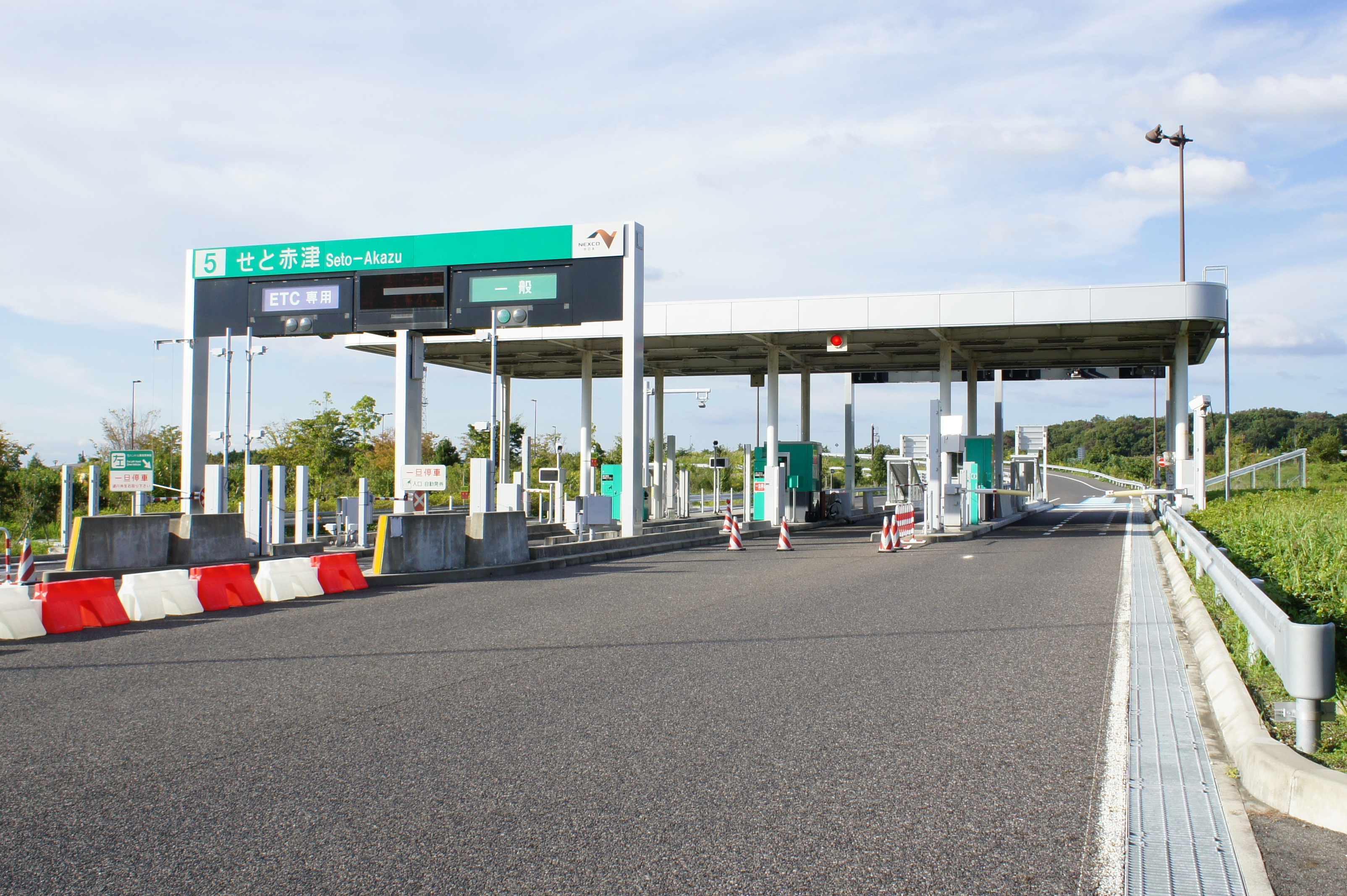
料金所（2010年10月）

ブース運用はETC化前からの推測（現地確認・ソースが出るまでの暫定）

### 入口
- ブース数：2
  - ETC専用：1
  - ETC/サポート：1

### 出口
- ブース数：2
  - ETC専用：1
  - サポート：1

## 周辺
- 瀬戸万博記念公園　愛・パーク
- 瀬戸警察署赤津警察官駐在所
- 瀬戸市クリーンセンター
- 東京大学演習林水文学研究所
- 万徳寺
- 尾張東地方卸売市場
- 東保育園
- 赤津保育園（休園中）
- 瀬戸市立東明小学校
- 瀬戸市立祖東中学校
- 瀬戸市斎苑
- 春雨墓苑
- 瀬戸東公園
- 瀬戸信用金庫赤津支店
- 瀬戸赤津郵便局
- 赤津焼会館
- 雲興寺
- 赤津工業団地
- 豊田合成瀬戸工場
- アルプス物流瀬戸営業所
- ねむの森

## 隣
C3 東海環状自動車道
(4)豊田藤岡IC - (5)せと赤津IC/PA - (6)せと品野IC